# Werner Swanepoel
Werner Swanepoel (Bloemfontein, 15 aprile 1973) è un ex rugbista a 15 sudafricano, già mediano di mischia dei Cats e degli Springbok.

## Biografia
Professionista nei Cats, oggi Lions, Swanepoel debuttò nel 1997 con la maglia degli Springbok durante uno dei test match previsti nel tour dei British Lions in Sudafrica, e due anni dopo fu presente alla Coppa del Mondo di rugby 1999 dove il Sudafrica giunse terzo.
Nel 2002 si trovò al centro di una contesa legale tra due province rugbistiche sudafricane: pur non avendo all'epoca alcun contratto con alcuna delle quattro squadre professionistiche di Super Rugby, Swanepoel era sotto ingaggio da parte della squadra di rugby dell'Università di Potchefstroom, ricadente nella giurisdizione della provincia rugbistica di Pretoria, dove i Bulls hanno sede; il presidente di tale federazione provinciale non diede quindi il permesso a Swanepoel di trasferirsi agli Sharks, squadra del KwaZulu-Natal con sede a Durban, in quanto il giocatore poteva essere dichiarato a disposizione dei Bulls se la federazione provinciale lo riteneva opportuno.
In realtà Swanepoel non fu mai utilizzato nella franchise di Pretoria e a metà 2002 fu svincolato per andare a giocare in Europa al Worcester, in cui rimase due stagioni prima di ritirarsi nel 2004.
Nel 2001 Swanepool ricevette un invito dei Barbarians per disputare un match contro un XV dell'Australia a Cardiff.